# 聖カルロ・ボッロメーオのいる聖カタリナの神秘の結婚
『聖カルロ・ボッロメーオのいる聖カタリナの神秘の結婚』（せいカルロ・ボッロメーオのいるせいカタリナのしんぴのけっこん、伊: Matrimonio mistico di Santa Caterina alla presenza di San Carlo Borromeo、英: The Mystic Marriag of Saint Catherine in the Presence of Saint Carlo Borromeo）は、イタリアのバロック絵画の巨匠グエルチーノが画業の最初期である1614-1615年に制作した絵画である。グエルチーノの作品中、現存する唯一の板絵であり、ポプラ板上に油彩で描かれているが、下塗りをしていないために時の経過とともに木目が浮き出て見えるようになっている。作品は現在、チェントにあるイル・グエルチーノ市立美術館に所蔵されている。なお、注文主はチェントの人物であったと推定される。

## 主題
古代ローマ時代の4世紀エジプトに生きた聖カタリナにまつわる物語はほとんどが伝説である。後世にヤコブス・デ・ウォラギネにより編纂された『黄金伝説』によると、王家に生まれた彼女は女王になった後にキリスト教に改宗した。ローマ皇帝マクセンティウスの求婚を拒んだ彼女は釘を打ち付けた車輪に縛り付けられるが、天からの稲妻で車輪が砕け、結局は斬首された。カタリナはまた、祈っていた際にイエス・キリストが彼女に指輪をはめたというエピソードによっても知られる。これは、イタリアでは極めて人気のある主題であった。

## 作品

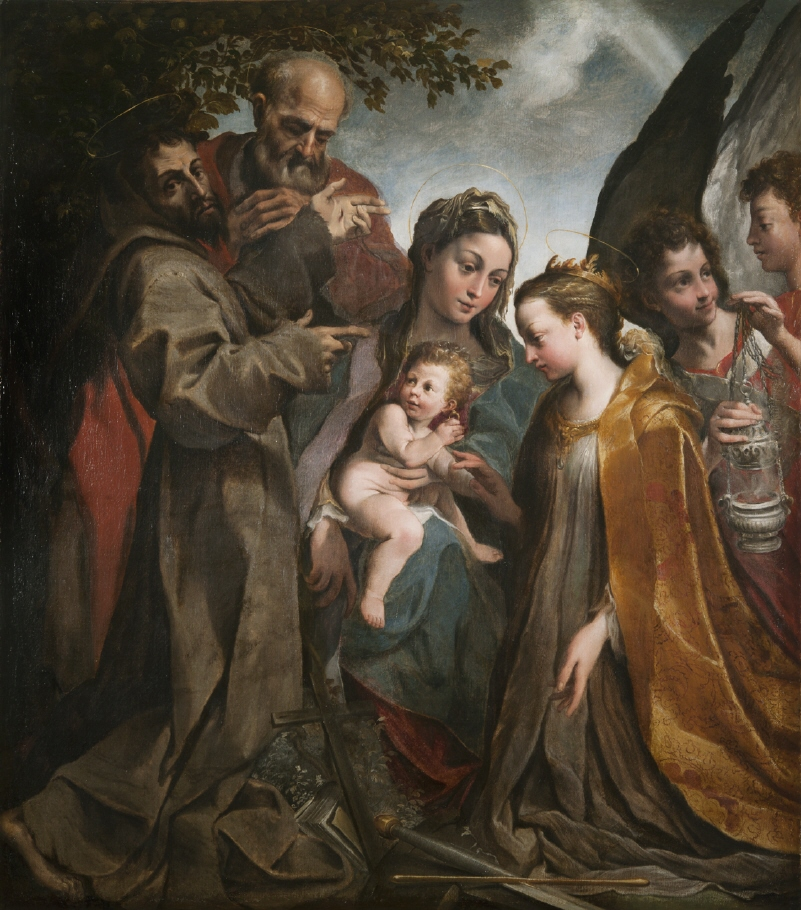
ルドヴィコ・カラッチ『聖カタリナの神秘の結婚』 (1585-1590年)、ヨーテボリ美術館

構図は、左上から右下に続く対角線上に聖母マリアを配している。屋外の穏やかな陽光のもと、聖母の膝に腰かけた幼子イエスは、右手の指で指輪を唇の高さに持ち上げている。イエスは左側にいる聖カタリナの手を取り、指輪をはめる直前であるものの、彼女を無視するかのように、聖母と対抗宗教改革の推進者であるカルロ・ボッロメーオ枢機卿の方を見ている。あたかも、カタリナに指輪をはめる前に聖母の了承を得ようとしているかのようである。カタリナは、彼女のアトリビュート (人物を特定する事物) である壊れた車輪を前に跪いているが、王冠を被り、豪華な衣装により王族の出身であることを示している。右側にはカルロ・ボッロメーオが胸の前で両手を合わせ、跪いている。画面のほぼ3分の1は背景の風景で占められているが、特徴的な塔と櫓はチェントの町のものであり、櫓は今でも残っている。
本作は、戸外を舞台とする聖母子と聖人たちの親密で家庭的な情景という点でルドヴィコ・カラッチの同主題作『聖カタリナの神秘の結婚』 (ヨーテボリ美術館) と共通している。しかし、人物たちのやや類型的な容貌や衣服に見られる鮮やかな赤、黄、青といった色彩、そして湿潤な大気や雲のたなびく空の表現は、スカルセッリーノの同主題作からの強い影響を感じさせる。